# 余甸
甸（1655年—？），字田生，初名祖训，字仲敏。福建福清人。

## 生平
顺治十二年（1655年）出生，寄籍南平，移居福州。康熙四十五年（1706年）进士。巡抚张伯行开創鳌峰书院，延聘余甸前往主持。歷官四川江津县知县，升户部主事。雍正二年（1724年）任山东按察使，触怒年羹尧。官至顺天府丞。
书法、文章皆冠绝一时，又喜歡收集砚台。十年（1732年），山东蒲台县知县朱成元送禮簿事發，被指稱收銀二千餘兩，與黄炳、博尔多同判绞监候，遂奪官。晚年字修吾，号芳初，曾因寫對聯出事下獄，不久病逝。著有《千卷楼集》。

## 延伸阅读
[在维基数据编辑]
 《清史稿·卷300》，出自趙爾巽《清史稿》